# كيمبرلي ستار
كيمبرلي ستار (بالإنجليزية: Kimberley Starr)‏ (1970، مورغانتاون في الولايات المتحدة)؛ روائية أسترالية. درست في جامعة سيدني.